# Cerveza Club Colombia Open 1998 - Qualificazioni singolare
Le qualificazioni del singolare  del Cerveza Club Colombia Open 1998 sono state un torneo di tennis preliminare per accedere alla fase finale della manifestazione. I vincitori dell'ultimo turno sono entrati di diritto nel tabellone principale. In caso di ritiro di uno o più giocatori aventi diritto a questi sono subentrati i lucky loser, ossia i giocatori che hanno perso nell'ultimo turno ma che avevano una classifica più alta rispetto agli altri partecipanti che avevano comunque perso nel turno finale.
Le qualificazioni del torneo Cerveza Club Colombia Open 1998 prevedevano 32 partecipanti di cui 4 sono entrati nel tabellone principale.

## Teste di serie
1. Hernán Gumy (secondo turno)
2. Jordi Burillo (secondo turno)
3. Márcio Carlsson (primo turno)
4. André Sá (ultimo turno)

1. Eduardo Medica (primo turno)
2. Sebastián Prieto (primo turno)
3. Juan-Albert Viloca-Puig (primo turno)
4. Adriano Ferreira (primo turno)

## Qualificati
1. Joan Balcells
2. Ricardo Schlachter

1. Luis Morejon
2. Nicolás Massú

## Tabellone

### Legenda
| - Q = Qualificato - WC = Wild card - LL = Lucky loser | - ALT = Alternate - SE = Special Exempt - PR = Protected Ranking | - w/o = Walkover - r = Ritirato - d = Squalificato |

### Sezione 1
|  | Primo turno     | Primo turno      | Primo turno      | Primo turno | Primo turno |  |  | Secondo turno | Secondo turno | Secondo turno | Secondo turno | Secondo turno |   |   | Ultimo turno  | Ultimo turno  | Ultimo turno  | Ultimo turno | Ultimo turno |  |
|  |                 |                  |                  |             |             |  |  |               |               |               |               |               |   |   |               |               |               |              |              |  |
|  | 1               | Hernán Gumy      | Hernán Gumy      | 6           | 6           |  |  |               |               |               |               |               |   |   |               |               |               |              |              |  |
|  |                 | Eric Taino       | Eric Taino       | 2           | 4           |  |  | 1             | Hernán Gumy   | 4             | 7             | 4             |   |   |               |               |               |              |              |  |
|  | Joan Balcells   | Joan Balcells    | 6                | 6           | 6           |  |  |               | Joan Balcells | 6             | 5             | 6             |   |   |               |               |               |              |              |  |
|  | Francisco Costa | Francisco Costa  | 2                | 7           | 0           |  |  |               |               |               |               |               |   |   | Joan Balcells | Joan Balcells | Joan Balcells | 6            | 6            |  |
|  | Jaime Cortes    | Jaime Cortes     | Jaime Cortes     | 6           | 6           |  |  |               |               | Miguel Tobon  | Miguel Tobon  | Miguel Tobon  | 4 | 4 |               |               |               |              |              |  |
|  | Ruben Tolles    | Ruben Tolles     | Ruben Tolles     | 0           | 2           |  |  | Jaime Cortes  | Jaime Cortes  | Jaime Cortes  | 6             | 5             |   |   |               |               |               |              |              |  |
|  |                 | Miguel Tobon     | Miguel Tobon     | 6           | 6           |  |  | Miguel Tobon  | Miguel Tobon  | Miguel Tobon  | 7             | 7             |   |   |               |               |               |              |              |  |
|  | 8               | Adriano Ferreira | Adriano Ferreira | 3           | 2           |  |  |               |               |               |               |               |   |   |               |               |               |              |              |  |

### Sezione 2
|  | Primo turno        | Primo turno             | Primo turno             | Primo turno | Primo turno |  |  | Secondo turno   | Secondo turno      | Secondo turno      | Secondo turno   | Secondo turno   |   |   | Ultimo turno       | Ultimo turno       | Ultimo turno       | Ultimo turno | Ultimo turno |  |
|  |                    |                         |                         |             |             |  |  |                 |                    |                    |                 |                 |   |   |                    |                    |                    |              |              |  |
|  | 2                  | Jordi Burillo           | Jordi Burillo           | 7           | 7           |  |  |                 |                    |                    |                 |                 |   |   |                    |                    |                    |              |              |  |
|  |                    | Mariano Hood            | Mariano Hood            | 6           | 6           |  |  | 2               | Jordi Burillo      | Jordi Burillo      | 4               | 3               |   |   |                    |                    |                    |              |              |  |
|  | Ricardo Schlachter | Ricardo Schlachter      | Ricardo Schlachter      | 6           | 6           |  |  |                 | Ricardo Schlachter | Ricardo Schlachter | 6               | 6               |   |   |                    |                    |                    |              |              |  |
|  | Juan-Camilo Gamboa | Juan-Camilo Gamboa      | Juan-Camilo Gamboa      | 0           | 2           |  |  |                 |                    |                    |                 |                 |   |   | Ricardo Schlachter | Ricardo Schlachter | Ricardo Schlachter | 6            | 6            |  |
|  | Markus Hipfl       | Markus Hipfl            | 7                       | 3           | 6           |  |  |                 |                    | Leonardo Olguín    | Leonardo Olguín | Leonardo Olguín | 3 | 4 |                    |                    |                    |              |              |  |
|  | Andres Zingman     | Andres Zingman          | 6                       | 6           | 2           |  |  | Markus Hipfl    | Markus Hipfl       | 6                  | 2               | 1               |   |   |                    |                    |                    |              |              |  |
|  |                    | Leonardo Olguín         | Leonardo Olguín         | 6           | 7           |  |  | Leonardo Olguín | Leonardo Olguín    | 2                  | 6               | 6               |   |   |                    |                    |                    |              |              |  |
|  | 7                  | Juan-Albert Viloca-Puig | Juan-Albert Viloca-Puig | 4           | 5           |  |  |                 |                    |                    |                 |                 |   |   |                    |                    |                    |              |              |  |

### Sezione 3
|  | Primo turno           | Primo turno           | Primo turno           | Primo turno | Primo turno |  |  | Secondo turno   | Secondo turno   | Secondo turno  | Secondo turno | Secondo turno |   |   | Ultimo turno | Ultimo turno | Ultimo turno | Ultimo turno | Ultimo turno |  |
|  |                       |                       |                       |             |             |  |  |                 |                 |                |               |               |   |   |              |              |              |              |              |  |
|  |                       | Pablo González        | 5                     | 6           | 6           |  |  |                 |                 |                |               |               |   |   |              |              |              |              |              |  |
|  | 3                     | Márcio Carlsson       | 7                     | 4           | 0           |  |  | Pablo González  | Pablo González  | Pablo González | 2             | 4             |   |   |              |              |              |              |              |  |
|  | Mario Rincon          | Mario Rincon          | Mario Rincon          | 6           | 6           |  |  | Mario Rincon    | Mario Rincon    | Mario Rincon   | 6             | 6             |   |   |              |              |              |              |              |  |
|  | Victor Sendin-Huelves | Victor Sendin-Huelves | Victor Sendin-Huelves | 4           | 2           |  |  |                 |                 |                |               |               |   |   | Mario Rincon | Mario Rincon | 2            | 6            | 2            |  |
|  | Luis Morejon          | Luis Morejon          | Luis Morejon          | 7           | 6           |  |  |                 |                 | Luis Morejon   | Luis Morejon  | 6             | 3 | 6 |              |              |              |              |              |  |
|  | Ruben Fernandez-Gil   | Ruben Fernandez-Gil   | Ruben Fernandez-Gil   | 5           | 4           |  |  | Luis Morejon    | Luis Morejon    | 7              | 6             | 7             |   |   |              |              |              |              |              |  |
|  |                       | Philippe Moggio       | Philippe Moggio       | 6           | 6           |  |  | Philippe Moggio | Philippe Moggio | 6              | 7             | 6             |   |   |              |              |              |              |              |  |
|  | 5                     | Eduardo Medica        | Eduardo Medica        | 1           | 4           |  |  |                 |                 |                |               |               |   |   |              |              |              |              |              |  |

### Sezione 4
|  | Primo turno             | Primo turno             | Primo turno             | Primo turno | Primo turno |  |  | Secondo turno | Secondo turno | Secondo turno | Secondo turno | Secondo turno |   |   | Ultimo turno | Ultimo turno | Ultimo turno | Ultimo turno | Ultimo turno |  |
|  |                         |                         |                         |             |             |  |  |               |               |               |               |               |   |   |              |              |              |              |              |  |
|  | 4                       | André Sá                | André Sá                | 6           | 6           |  |  |               |               |               |               |               |   |   |              |              |              |              |              |  |
|  |                         | Ricardo Montanez        | Ricardo Montanez        | 4           | 1           |  |  | 4             | André Sá      | 2             | 6             | 6             |   |   |              |              |              |              |              |  |
|  | David Sánchez           | David Sánchez           | David Sánchez           | 6           | 6           |  |  |               | David Sánchez | 6             | 4             | 2             |   |   |              |              |              |              |              |  |
|  | Joaquín Muñoz Hernández | Joaquín Muñoz Hernández | Joaquín Muñoz Hernández | 2           | 4           |  |  |               |               |               |               |               |   |   | 4            | André Sá     | 6            | 4            | 1            |  |
|  | Maurice Ruah            | Maurice Ruah            | Maurice Ruah            | 7           | 6           |  |  |               |               |               | Nicolás Massú | 3             | 6 | 6 |              |              |              |              |              |  |
|  | Michael Quintero        | Michael Quintero        | Michael Quintero        | 6           | 1           |  |  | Maurice Ruah  | Maurice Ruah  | Maurice Ruah  | 2             | 4             |   |   |              |              |              |              |              |  |
|  |                         | Nicolás Massú           | Nicolás Massú           | 6           | 6           |  |  | Nicolás Massú | Nicolás Massú | Nicolás Massú | 6             | 6             |   |   |              |              |              |              |              |  |
|  | 6                       | Sebastián Prieto        | Sebastián Prieto        | 4           | 1           |  |  |               |               |               |               |               |   |   |              |              |              |              |              |  |